# 페넬로페 크루스
페넬로페 크루스 산체스(스페인어: Penélope Cruz Sánchez, 1974년 4월 28일 ~ )는 스페인의 배우, 모델이다. 15세 나이에 에이전트와 계약을 하고 나서, 그녀는 16살에 TV에 데뷔를 하였고 다음해에는 비평적으로 호평을 받은 《하몽 하몽》(1992년)을 통해 영화 데뷔를 하였다. 1990년대와 2000년대에 그녀의 작품들에는 《오픈 유어 아이즈》(1997년), 《하이 로 컨츄리》(1999년), 《꿈 속의 여인》(2000년), 《맛을 보여드립니다》(2000년)등이 있다. 크루스는 2001년 영화 《바닐라 스카이》, 《모두 다 예쁜 말들》, 《코렐리의 만돌린》, 《블로우》에 출연하며 인정을 받았다.
그녀는 이후에 코미디 영화 《리노의 하룻밤》(2002), 스릴러 《고티카》(2003), 크리스마스 영화 《스위트 크리스마스》(2004), 액션 어드벤처 영화 《사하라》(2005) 등 다양한 장르의 영화에 출연하였다. 그녀는 《귀향》(2006)과 《나인》 (2009)에서 골든 글로브상과 아카데미상에 지명되며 그녀의 역할은 비평적인 호평을 얻었다. 그녀는 2008년에 《내 남자의 아내도 좋아》에서 마리아 엘레나 역을 통해 아카데미 여우조연상을 수상하였다. 그녀는 아카데미 시상식에서 역사상 처음으로 상을 받은 스페인 여자 배우이고 할리우드 명예의 거리에 이름을 올린 첫 스페인 여자 배우이기도 하다. 2021년 영화 《패러렐 마더스》를 통해 베네치아 영화제 볼피컵 여우주연상을 수상했다.
크루스는 망고, 랠프 로런, 로레알의 모델을 했었다. 페넬로페와 그녀의 여동생 모니카 크루스는 망고의 의류 디자인을 했다. 크루즈는 테레사 수녀와 함께 일주일을 보냈던 인도와 우간다에 후원을 하고 있으며, 그녀는 저개발 국가의 말년 수녀들을 위해서 그녀의 수입을 기부하였다.

## 어린 시절
페넬로페 크루스 산체스는 미용사이자 개인 매니저인 엥카르나 산체스(Encarna Sánchez)와 소매상이자 자동차 정비공인 에두아르도 크루스 사이에 스페인, 마드리드 지방, 알코벤다스에서 태어났다. 그녀는 로마 가톨릭교회에 입문하여 기독교인으로서 자랐다. 크루스는 노동자들의 도시인 알코벤다스에서 자랐고, 그녀의 할머니의 아파트에서 많은 시간을 보냈다. 그녀는 세남매의 장녀로서, 가수인 남동생 에두아르도와 배우인 여동생 모니카가 있다. 그녀는 행복한 어린 시절을 보냈다고 말했다. 그녀는 "친구들과 놀고 그러는 것이 연기였다. 난 누구라도 된 것 마냥 연기하고 성격을 지어냈었어요"라고 기억했다.
처음에, 크루스는 스페인 국립 음악학교에서 9년 동안 클래식 발레를 배웠던 무용에 집중을 했었다. 그녀는 스페인 발레 트레이닝을 3년 그리고 크리스티나 로타의 뉴욕 스쿨의 극장에서 4년간을 있었다. 그녀는 발레가 그녀의 것이 그녀의 연기 경력에 중요함이 되었던 자재력을 북돋아줬다고 말하였다. 그녀는 그녀의 아버지가 당시 이웃들 사이에서 가지고 있기에 매우 드물었던 베타맥스를 구매하던 10살에서 11살 쯤에 영화 팬이 되었다.
10대 시절의 크루스는 스페인 감독 페드로 알모도바르가 감독을 맡은 《욕망의 낮과 밤》을 보고 연기에 관심을 갖게 되었다. 그녀는 한 에이전트를 상대로 캐스팅 시험을 봤지만, 에이전트가 느끼기에 그녀가 너무 어려서 여러차례 거절당하였다. 그녀는 그 경험을 "저는 애치고는 매우 외향적이였어요. [...] 저는 고등학교 때 밤에서 공부를 했고, 발레도 했고 캐스팅 시험도 봤어요. 저는 한 에이전트에게 기대를 했었고 그녀는 제가 어린 애라고 세 차례나 낙방을 시켰지만 저는 계속 다시 왔어요. 저는 아직까지도 그녀와 함께 하고 있어요. 그녀가 15살이던 1989년에 크루스는 300명이 넘는 경쟁자들 사이에서 탤런트 에이전시의 오디션을 합격하였다. 1999년, 그녀의 에이전트인 카트리나 바요나스는 "그녀는 [오디션에서] 너무나 환상적이었어요. 이 여자 애에게 매우 인상깊은 뭔가가 있었던 것이 분명했어요. [...] 그녀는 너무 어렸지만, 명백하게도 놀라운 점이 있었어요. 내면에서 나오는 무언가가 말이에요."라고 언급했다.

## 연기 경력

### 초기 작품 1989년–1996년

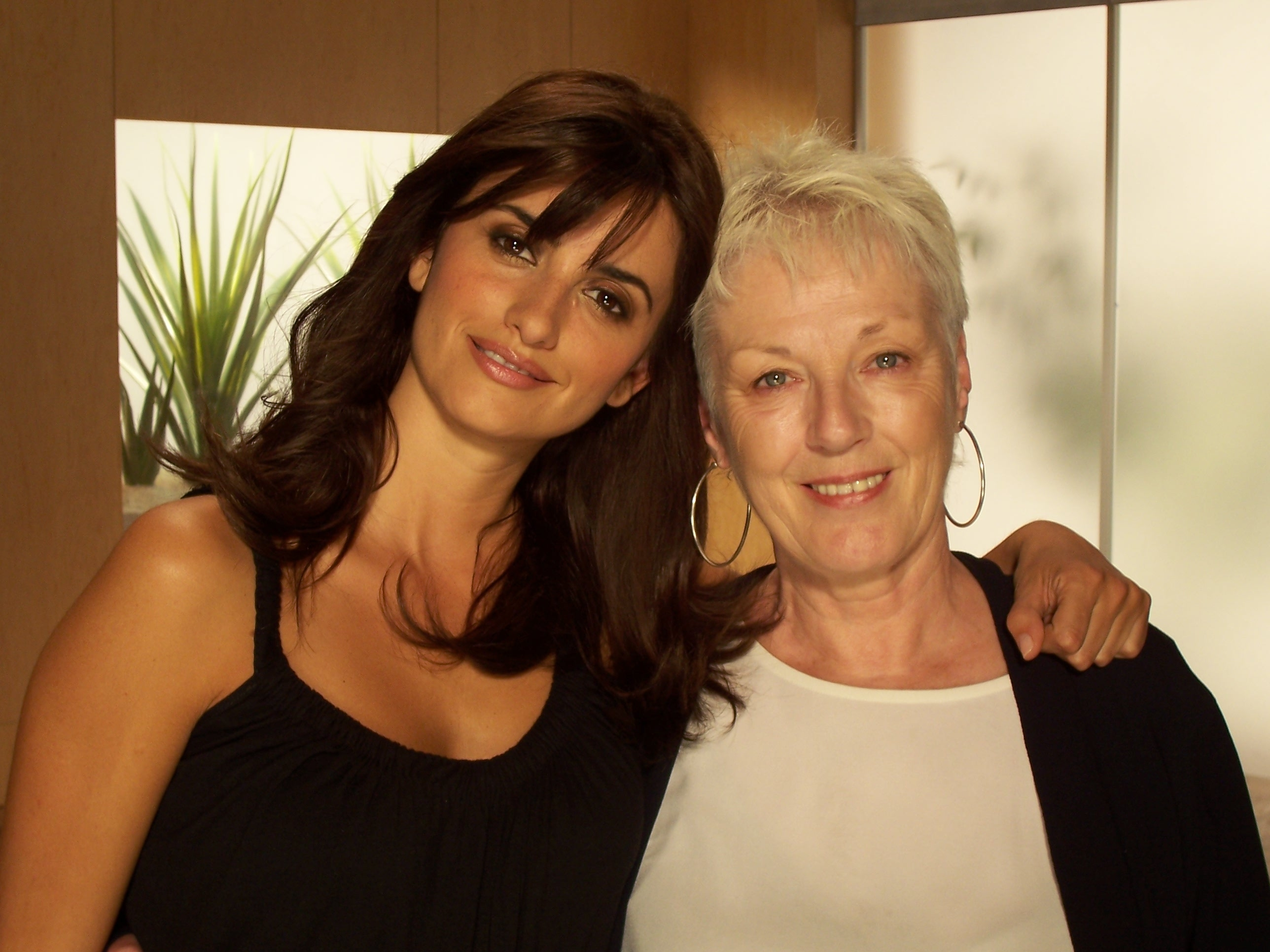
크루스와 그녀의 에이전트 카트리나 바요나스

1989년, 15살의 크루스는 스페인의 팝 그룹 메카노의 곡 《La Fuerza del Destino》의 뮤직 비디오에 출연하여 연기 데뷔를 했다. 1990년부터 1997년까지, 그녀는 10대 시청자들을 주요 타겟으로 삼아 10대들이 진행했던 프로그램인 스페인 TV 채널 텔레싱코의 토크쇼 《라 킨타 마르차》(La Quinta Marcha)의 진행을 맡았다. 그녀는 또한 1991년에 프랑스의 성인 TV 드라마 《세리 로즈》(Série rose)의 에피소드 "Elle et lui"에 누드의 모습으로 출연하였다. 1992년, 크루스는 18살에 코미디 드라마 아트 하우스 영화 《하몽 하몽》에서 주연 역을 맡으며 영화 데뷔를 하였다. 그 영화에서, 그녀는 남자의 어머니에게서 그들 사이를 인정받지 못하고 그의 아이를 임신하였으며, 그들 관계를 망치기 위하여 그의 어머니가 그녀가 고용한 하비에르 바르뎀 배역에게 유혹당하는 젊은 여인 실비아 역을 연기했다. 피플 지는 영화에서 그녀의 상반신 노출로 출연한 것을 주목하였고, 그녀는 "주요한 섹스 심벌"이 되었다. 1999년에 로스엔젤레스 데일리 뉴스와의 인터뷰에서, "좋은 부분이였어요, 그런데 저는 알몸 누출을 할 준비가 되지 않았어요. [...] 하지만 저는 후회하지 않아요, 왜냐하면 저는 일을 시작하고 싶었고 그것은 제 인생을 바꿨어요."라고 언급했다. 찰리 로즈의 《60 Minutes》에서는 크루즈에 대해 "그녀의 재능 만큼이나 누드 장면은 하루아침에 화제를 불러일으켰다"라고 언급했다.

## 출연 작품
- 더 브라이드! (2025) - 머나 역
- 페라리 (2023) - 라우라 페라리 역
- 355 (2022) - 그라시엘라 리베라 역
- 패러렐 마더스 (2021)
- 와스프 네트워크 (2019)
- 페인 앤 글로리 (2019)
- 누구나 아는 비밀 (2018)
- 오리엔트 특급 살인 (2017)
- 그림스비: 용감한 형제 (2016)
- 쥬랜더 리턴즈 (2016) - 발렌티아 발렌시아 역
- 내일의 안녕 (2015)
- 카운슬러 (2013)
- 투와이스 본 (2012)
- 우디 앨런: 우리가 몰랐던 이야기 (Woody Allen, a Documentary: Director's Theatrical Cut, 2012): (본인) 역
- 로마 위드 러브 (To Rome with Love, 2012)
- 캐리비안의 해적: 낯선 조류 (Pirates of the Caribbean: On Stranger Tides, 2011): 안젤리카 역
- G-포스:기니피그 특공대 (G-force, 2009): 후아레즈 역
- 브로큰 임브레이스 (Broken Embraces, 2009): 레나 역
- 내 남자의 아내도 좋아 (Vicky Cristina Barcelona, 2008): 마리아 엘레나 역
- 나인 (Nine, 2008): 칼라 역
- 엘레지 (Elegy, 2008): 콘수엘라 역
- 굿나잇 (The Good Night, 2006): 안나 역
- 귀향 (Return, 2006): 라이문다 역
- 밴디다스 (Bandidas, 2006): 마리아 역
- 마놀레테 (Manolete, 2006)
- 크로모포비아 (Chromophobia, 2005): 글로리아 역
- 사하라 (Sahara, 2005): 에바 로하스 역
- 러브 인 클라우즈 (Head in the Clouds, 2004): 미아 역
- 스위트 크리스마스 (Noel, 2004): 니나 역
- 빨간 구두 (Don't Move, 2004): 이딸리아 역
- 팡팡 튤립 (Fanfan la tulipe, 2003): 아드린느 역
- 가장과 익명 (Masked and Anonymous, 2003): 페이건 레이스 역
- 고티카 (Gothika, 2003): 클로에 역
- 리노의 하룻밤 (Waking Up In Reno, 2002): 브랜다 역
- 디오스 (Dios, 2002): 카르멘 역
- 코렐리의 만돌린 (Captain Corelli's Mandolin, 2001): 펠라기아 역
- 블로우 (Blow, 2001): 마사 역
- 바닐라 스카이 (Vanilla Sky, 2001): 소피아 세라노 역
- 모두 다 예쁜 말들 (All the Pretty Horses, 2000): 알레한드라 역
- 맛을 보여드립니다 (Woman on Top, 2000): 이사벨라 역
- 내 어머니의 모든 것 (All About My Mother, 1999): 마리아 역
- 네이키드 마야 (Volaverunt, 1999): 페피타 역
- 꿈 속의 여인 (The Girl of Your Dreams, 1998): 마까레나 역
- 맨 위드 레인 (The Man with Rain in His Shoes, 1998)
- 천사의 대화 (Talk Of Angels, 1998): 필라 역
- 하이 로 컨츄리 (The Hi-Lo Country, 1998): 조세파 오닐 역
- 오픈 유어 아이즈 (Open Your Eyes, 1997): 소피아 역
- 라이브 플래쉬 (Live Flesh, 1997): 이사벨 역
- 신의 연인 (For Love, Only for Love, 1993): 마리아 역
- 하몽 하몽 (A Tale of Ham and Passion, 1992): 실비아 역
- 아름다운 시절 (The Age Of Beauty, 1992): 루즈 역